# Hook Me Up (singolo)
Hook Me Up è un singolo del duo musicale australiano The Veronicas, pubblicato il 18 agosto 2007 come primo estratto dal secondo album in studio omonimo.

## Descrizione
Scritto da Jessica Origliasso, Lisa Origliasso, Shelly Peiken e Greg Wells, che lo ha anche prodotto, il brano è il singolo apripista del secondo LP del duo, uscito nell'autunno del 2007. Hook Me Up ha ottenuto una candidatura agli ARIA Music Awards 2008 nella categoria Highest-Selling Single.
Il tema centrale del brano è la fuga dalla realtà e dallo stress della vita.

## Video musicale
Il video musicale, diretto da Scott Speer, ritrae le due sorelle Jessica e Lisa in atteggiamenti ribelli all'interno di un collegio.

## Tracce
Download digitale
1. Hook Me Up – 2:57

CD singolo
1. Hook Me Up – 2:57
2. Everything – 3:20
3. Insomnia – 3:28

## Successo commerciale
Il singolo debutta al quinto posto nella classifica australiana, raggiungendo il vertice della chart nella settima settimana di permanenza, diventando la prima hit alla numero 1 del duo in Australia. Rimane nella top-ten per dieci settimane, risultando il 22º singolo più venduto nel 2007 secondo i dati forniti dalla Australian Recording Industry Association. Raggiunge lo status di disco di platino nel 2008 con più di 70 000 copie distribuite in Australia.

## Classifiche

### Classifiche settimanali
| Classifica (2007) | Posizione massima |
| ----------------- | ----------------- |
| Australia         | 1                 |

### Classifiche di fine anno
| Classifica (2007) | Posizione |
| ----------------- | --------- |
| Australia         | 22        |